# Бёйе, Йон
Йон Бёйе (нем. John Böie, собственно Иоганн Петер Кристиан Бёйе; 8 марта 1822, Альтона — 19 марта 1900, Альтона) — немецкий скрипач, композитор и хоровой дирижёр.
Учился в Брауншвейге у Карла Фридриха Мюллера.
Основал (1853) и до 1868 г. возглавлял Хоровую академию Альтоны, в 1871—1885 гг. вернулся в неё как один из дирижёров. Одновременно в 1861—1864 гг. дирижировал Гамбургской певческой академией. В 1861—1876 гг. концертмейстер оркестра Гамбургского филармонического общества, одновременно в 1861—1872 гг. первая скрипка струнного квартета (сменил в этом качестве умершего основателя коллектива, Карла Хафнера).
С 1856 г. был дружен с Иоганнесом Брамсом, в нескольких случаях выступал с ним вместе, в 1873 г. женился на Марии Фёлькерс — певице из возглавляемого Брамсом Гамбургского женского хора. Наиболее существенный случай творческого взаимодействия Брамса и Бёйе — премьера Фортепианного квартета № 1 16 ноября 1861 года, для которой к трём участникам квартета Бёйе — ему самому, альтисту Ф. Брайтеру и виолончелисту Луи Лее — присоединилась Клара Шуман.
Автор многочисленных песен на стихи Фрейлиграта, Шамиссо, Эйхендорфа.
Йону Бёйе посвящена соната для скрипки и фортепиано № 2 Корнелиуса Гурлитта (1847).
Брат, Генрих Бёйе (1825—1879) — также скрипач.